# 菅嶋弘希
菅嶋 弘希（すがじま ひろき、1995年5月11日 - ）は東京都調布市出身のサッカー選手。プリメイラ・リーガ・ポルティモネンセ所属。ポジションはFW。

## 来歴
東京ヴェルディの下部組織で育ち、ユースでは常に中心選手として活躍した。
2014年よりトップチームに昇格。開幕戦でスタメンに起用され、プロ初出場を果たした。
2016年より、ジェフユナイテッド市原・千葉に期限付き移籍。
2018年、東京ヴェルディに復帰。12月、契約満了により退団。
2019年4月、ポルトガル1部のポルティモネンセSCに完全移籍で加入した。

## 所属クラブ
ユース経歴
- 飛田給FC
- 2005年 - 2007年 東京ヴェルディジュニア
- 2008年 - 2010年 東京ヴェルディジュニアユース
- 2011年 - 2013年 東京ヴェルディユース（日出高等学校）

プロ経歴
- 2014年 - 2018年  東京ヴェルディ
  - 2016年 - 2017年  ジェフユナイテッド市原・千葉 (期限付き移籍)
- 2019年 - 2020年  ポルティモネンセSC

## 個人成績
| 国内大会個人成績 | 国内大会個人成績 | 国内大会個人成績 | 国内大会個人成績 | 国内大会個人成績 | 国内大会個人成績 | 国内大会個人成績 | 国内大会個人成績 | 国内大会個人成績 | 国内大会個人成績 | 国内大会個人成績 | 国内大会個人成績 |
| 年度             | クラブ           | 背番号           | リーグ           | リーグ戦         | リーグ戦         | リーグ杯         | リーグ杯         | オープン杯       | オープン杯       | 期間通算         | 期間通算         |
| 年度             | クラブ           | 背番号           | リーグ           | 出場             | 得点             | 出場             | 得点             | 出場             | 得点             | 出場             | 得点             |
| 日本             | 日本             | 日本             | 日本             | リーグ戦         | リーグ戦         | リーグ杯         | リーグ杯         | 天皇杯           | 天皇杯           | 期間通算         | 期間通算         |
| ---------------- | ---------------- | ---------------- | ---------------- | ---------------- | ---------------- | ---------------- | ---------------- | ---------------- | ---------------- | ---------------- | ---------------- |
| 2014             | 東京V            | 21               | J2               | 21               | 0                | -                | -                | 0                | 0                | 21               | 0                |
| 2015             | 東京V            | 21               | J2               | 8                | 0                | -                | -                | 0                | 0                | 8                | 0                |
| 2016             | 千葉             | 32               | J2               | 11               | 0                | -                | -                | 2                | 0                | 13               | 0                |
| 2017             | 千葉             | 16               | J2               | 6                | 0                | -                | -                | 0                | 0                | 6                | 0                |
| 2018             | 東京V            | 28               | J2               | 1                | 0                | -                | -                | 1                | 0                | 2                | 0                |
| 通算             | 日本             | 日本             | J2               | 47               | 0                | -                | -                | 3                | 0                | 50               | 0                |
| 総通算           | 総通算           | 総通算           | 総通算           | 47               | 0                | -                | -                | 3                | 0                | 50               | 0                |

- 2013年はユース所属
- Jリーグ初出場 - 2014年3月2日 J2 第1節 対松本山雅FC戦 (味の素スタジアム)
- 初得点 -

## タイトル

### クラブ
東京ヴェルディジュニア
- 全日本少年サッカー大会（2007年）
- バーモントカップ（2007年）
- ダノンネーションズカップ in JAPAN（2007年）
- チビリンピック（2007年）

東京ヴェルディユース
- 日本クラブユースサッカー選手権(U-18)大会（2011年）
- 高円宮杯U-18サッカーリーグ プレミアリーグEAST（2012年）

## 代表歴
- U-16日本代表
  - AFC U-16選手権（2010年）